# Dolna Bawaria

Flaga krainy

Dolna Bawaria (niem. Niederbayern) – kraina historyczna w południowych Niemczech, współcześnie okręg (niem. Bezirk) oraz rejencja w kraju związkowym Bawaria. Stolicą Dolnej Bawarii jest miasto Landshut. Dużymi miastami są także Pasawa, Straubing i Deggendorf. Przez Dolną Bawarię przepływa Dunaj.

## Podział administracyjny
Rejencja Dolna Bawaria dzieli się na:
- trzy regiony planowania (Planungsregion)
- trzy miasta na prawach powiatu (Stadtkreis)
- dziewięć powiatów ziemskich (Landkreis)

Regiony planowania:
| Lp. | Nazwa regionu planowania | Ludność (31.12.2010) | Powierzchnia km² | Liczba miast na prawach powiatu | Liczba powiatów |
| --- | ------------------------ | -------------------- | ---------------- | ------------------------------- | --------------- |
| 1   | Donau-Wald               | 655.233              | 5.689,76         | 2                               | 5               |
| 2   | Landshut                 | 441.757              | 3.766,69         | 1                               | 3               |
| 3   | Ratyzbona (Regensburg)   | 664.188              | 5.201,53         | 1                               | 4               |

Do regionu Landshut, oprócz trzech powiatów należą również cztery gminy wiejskie oraz jedna gmina miejska z powiatu Kelheim, reszta natomiast gmin tego powiatu wchodzi w skład regionu Ratyzbona.
Do regionu Ratyzbona oprócz pozostałych gmin powiatu Kelkheim, które nie należą do regionu Landshut, należy dodatkowo jedno miasto na prawach powiatu oraz trzy powiaty wchodzące w skład rejencji Górny Palatynat. Całkowita powierzchnia regionu wynosi 5.202,79 km², a liczba mieszkańców wynosi 667 801.
Miasta na prawach powiatu:
| Lp. | Nazwa miasta  | Ludność (31.12.2010) | Powierzchnia km² |
| --- | ------------- | -------------------- | ---------------- |
| 1   | Landshut      | 63.258               | 65,79            |
| 2   | Pasawa Passau | 50.594               | 69,58            |
| 3   | Straubing     | 44.450               | 67,58            |

Powiaty ziemskie:
| Lp. | Nazwa powiatu     | Ludność (31.12.2010) | Powierzchnia km² | Liczba gmin |
| --- | ----------------- | -------------------- | ---------------- | ----------- |
| 1   | Deggendorf        | 117.005              | 861,13           | 26          |
| 2   | Dingolfing-Landau | 91.011               | 877,80           | 15          |
| 3   | Freyung-Grafenau  | 79.293               | 984,21           | 25          |
| 4   | Kelheim           | 113.147              | 1.066,89         | 24          |
| 5   | Landshut          | 148.783              | 1.348,07         | 35          |
| 6   | Pasawa Passau     | 187.347              | 1.530,04         | 38          |
| 7   | Regen             | 78.953               | 975,06           | 24          |
| 8   | Rottal-Inn        | 117.952              | 1.280,00         | 31          |
| 9   | Straubing-Bogen   | 97.591               | 1.202,24         | 37          |